# Ґаара
Ґаара (яп. 我愛羅 Ґаара) — герой манґа- і аніме-серіалу «Naruto», створеного і намальованого манґакою Масаші Кішімото, хлопець із команди Бакі (який є сенсеєм), що складається з нього, Канкуро та куноїчі Темарі.
Ґаару часто називають «Ґаара із Селища Піску» («Піщаний Ґаара»), «Ґаара з пустелі» (варіації цього — «Пустельний Ґаара» або «Ґаара-пустельник»).
В оригінальному японському аніме його ім'я звучить як «Сабаку но Ґаара» (яп. 砂瀑の我愛羅, укр. «Ґаара з піщаного водоспаду» («Сабаку» означає «піщаний водоспад», однак має і друге значення — «пустеля»), тому ім'я Ґаара частіше перекладається як «Ґаара з пустелі».
Також ім'я Ґаара співзвучне із назвою пустелі Сахара (натяк на неймовірну силу Ґаари контролювати пісок).
Саме слово "Ґаара" означає "Самозакоханий демон". Це ім'я дала йому його мати знаючи що в ньому запечатаний Шукаку.
В опитуваннях щодо популярності персонажів «Naruto» журналу «Shonen Jump» Ґаара переважно завжди входить у першу десятку, знаходячись між сьомим і десятим місцями.
Ґаара — молодий Ґенін, який досяг найвищого рівня з-поміж решти новачків — у ІІ частині він стає Казекаґе (лідером) свого селища Сунаґакуре. У Ґаари було важке дитинство, однак під впливом Наруто Узумакі хлопцю вдалося подолати власні страхи і труднощі минулого.

## Характер

Ґаара у формі Шукаку

У І частині Ґаара з'являється в образі кровожерливого вбивці. Це пояснюється його складним минулим. Ґаара не турбується ні про кого, він холодний і живе лише заради смерті. Ґаара не боїться нічого і одразу приймає будь-який виклик. Знаючи, що переможе, він насолоджується смертю жертви.
Однак насправді Ґаара — замкнена в собі і зацькована дитина, яка виросла без батьківської опіки і любові. Він надзвичайно самотній, в нього немає жодного друга, тому йому немає з ким поговорити. Однак Ґаара не показує цього; замкнувшись у собі, він вирішив, що нікому не потрібний (спочатку так і було) і жив тільки заради смертей і вбивств.
Будучи одиноким монстром для решти, Ґаара зрозумів, що ніхто не відчуває до нього ані найменшої крихти любові. Тоді він за допомогою сили власного контролю над піском висік у себе на лобі ієрогліф, що означає любов. Це означало, що Ґаара — потвора, яка любить лише себе. Це був єдиний випадок, коли пісок причинив Ґаарі болю.
І хоча вбивства і значення символу на лобі в Ґаари говорили про хлопця, як про жорстокого монстра, насправді Ґаара — типовий образ самотньої душі, незрозумілої і прогнаної світом.
Згодом Ґаара дуже змінюється. Він, почувши слова Наруто про дорогих людей, зрозумів, що є люди, які щось значать для нього. Після цього Ґаара стає відкритішим, добрішим і повністю змінює свої погляди на оточуючих. У ІІ частині, ставши Казекаґе, помітна зміна ставлення до Ґаари решти людей. Він нарешті знаходить вірних друзів і підтримку.

## Відносини між персонажами
Найдорожчою людиною у житті Ґаари був його дядько, Яшамару, який зрадив його. Батько Ґаари ніколи не відчував до сина любові і тепла, тому Ґаара ріс в ненависті і холоді.
Темарі і Канкуро — не просто члени однієї з Ґаарою команди; вони ще й його старші брат і сестра. Однак спочатку стосунки між родичами були дуже складними і напруженими. Темарі, як найстаршій, вдавалося іноді заспокоїти Ґаару, коли він прагнув когось убити. Однак, загалом, вона, як і решта, панічно боялася демонічної сили Ґаари, тому не намагалася з ним зблизитися.
Канкуро ненавидів молодшого брата, який часто йому погрожував і називав невдахою. Через панічний страх перед братом Канкуро не міг нічого відповісти Ґаарі, тому мовчки таїв на нього злобу. Він навіть почав ненавидіти всіх дітей, натякаючи на молодшого брата.
Однак згодом, під впливом зміни особистості Ґаари, Темарі і Канкуро змінили своє ставлення до Ґаари. Тепер ці троє стали справжньою сім'єю. Темарі і Канкуро надзвичайно переймаються долею Ґаари, турбуються за нього. Це особливо видно у І сезоні ІІ частини, під час місії по врятуванню Ґаари.
До Наруто Узумакі Ґаара спочатку ставився зневажливо. Він вважав його черговим невдахою. Однак під час їхнього поєдинку у лісі Наруто каже Ґаара про дорогих людей. Він каже, що силу отримує, тому що захищає людей, які є йому дуже дорогими. І саме це робить його сміливим і рішучим. Ці слова повністю змінюють Ґаару. Він дивиться на світ по-новому. Після цього з'являється нова особистість Ґаари — добра і чуйна.
Ґаара одразу ж помічає Саске Учіха, його рівень ніндзя і силу. Під час їхньої першої ж зустрічі Ґаара відзначає Учіху, ставить собі на приміті. Під час їхнього поєдинку у ІІ турі екзамену, а особливо під час переслідування і бою в лісі Ґаара бачить справжню силу Саске.
У Ґаари були дуже складні стосунки із Рок Лі. Цим двом випало змагатися один проти одного під час ІІ туру Екзамені для підвищення у званні до рівня Чунін. Ґаара переміг, хоча й не без зусиль. Після перемоги Ґаара, однак, не зміг насолодитися вбивством Лі, оскільки у справу втрутився сенсей Майто Ґай, не дозволивши вбити власного учня. Бажаючи вбити Лі, Ґаара йде у лікарню, де знаходиться ослаблий Лі, із наміром його вбити. Однак на дорозі стають Наруто Узумакі і Шікамару Нара. Ґаара змушений піти, хоча обіцяє вбити Лі.
Однак після слів Наруто, сказаних під час поєдинку у лісі, Ґаара змінює своє ставлення до Лі. Під час місії по поверненні Саске додому він рятує Лі і щиро карається за завдані хлопцю травми.
Загалом, можна сказати, що особистість Ґаари повністю змінилася. А разом із нею і відношення до близьких, яких він почав цінувати і щиро дбати про них.

## Перша частина

### Дитинство
Ґаара народився у селищі Сунаґакуре, у сім'ї Казекаґе. Його батько, лідер селища, за допомогою кунойічі селища Тійо запечатав всередині новонародженого сина Хвостатого Демона — Однохвостого Шукаку. Це було зроблено з наміром створити із хлопця непереможну зброю селища. Однак для цього потрібна була жертва: перед запечатуванням Шукаку у тіло Ґаара, його мати, Карура була використана.
```
Через те, що у Ґаара був запечатаний Шукаку, у хлопця з'явилися темні кола навколо очей. Це сталося також через те, що після вселення Шукаку Ґаара страждав від безсоння і не міг спати. До того ж, хлопчик не міг спокійно заснути через власний страх
 
— він боявся, що Шукаку вночі з'їсть його душу.
```

Ґаара навчав його батько, Казекаґе. Однак найдорожчою людиною для хлопчика став його дядько Яшамару, ніндзя- медик і брат загиблої Карури. Через наявність неймовірної сили Шукаку у тілі хлопчика, яка дозволяла йому повністю контролювати пісок, а також використовувати його як захисний щит, односельці почали ненавидіти Ґаара. Вони баялися його таємничої сили, того, що Ґаара може пробудити Щукаку. Яшамару здавався єдиною людиною, яка розуміла Ґаара. Адже хлопчик, граючись з іними дітьми, міг використати силу Шукаку, при цьому випадково поранивши інших. Під час таких моментів Яшамару був єдиним, хто розумів хлопчика і те, що він не бажав нікому зла.
Однак батько Ґаара, який бачив у сині тільки потрібну зброю, розчарувався у власному задумі, пов'язаному із Ґаара. Він вирішив, що його син непотрібний, тому попросив Яшамару перевірити чи може Гаара стримувати Шукаку, навіть через лють. Яшамару погоджується. Спочатку Ґаара намагався уникнути атак, мотивуючи це тим, що насправді Яшамару не хоче цього робити, а просто виконує наказ Казекаґе. Однак тоді Яшамару зізнається, що погодився добровільно, бажаючи вбити племінника.
Спочатку Яшамару думав, що з легкістю переможе хлопчика. Однак Ґаара показав прекрасний захист як на свій вік.. Під час останньої атаки Яшамару прикріпив до Ґаара вибухаючи листівку зі словами : «Це кінець». Він думав, що вб'є Ґаара, підірвавши разом із собою у повітря.
(Він знав що це все не вб'е Гаару а тільки роздратує)
Однак Ґаара вижив беж жодної рани на тілі. Однак тоді сталося те, що назавжди змінило його -загинула найдорожча йому людина, та, яка, здавалося, єдина піклувалася про нього. До того ж ця людина сама намагалася його вбити. Це призвело до того, що від шестирічного до дванадцятирічного віку Ґаара став безжалісним убивцею. Всі боялися його і ненавиділи.
Протягом цього часу Ґаара без труднощів перемагав чергових найманців, яких посилав його батько, щоби вбити сина. Будучи сам, Ґаара ставить собі на лоба тавро зі знаком «Любов», показуючи, що ніхто в цьому світі його не потребує. Через безсоння і страх перед силою Шукаку у Ґаара ще більше зросло бажання вбивати.

### Команда Бакі
Згодом Ґаара був направлений у команді Бакі(який був сенсеєм, тобто вчителем), яка складалася з нього, старшої сестри Темарі і старшого брата Канкуро. Брат і сестра панічно боялися сили Ґаара, щосекунди очікуючи пробудження Шукаку. Згодом команда була направлена на Екзамен для підвищення у званні до рівня Чунін. Тоді вперше показано криваву і непереможну силу Ґаара, коли він без вагань і зусил вбиває ворогуючу команду.
З легкістю пройшовши ІІ тур, Ґаара доводиться зустрітися у поєдинку із Рок Лі. Він був переконаний, що переможе Лі, попередньо назвавши суперника невдахою. Однак Лі показав просто неймовірні уміння у Тайджутсу, йому вдалося не раз зруйнувати піщаний щит Ґаара. Інший звичайний суперник давно би загинув від таких ударів, однак Ґаара вдалося вижити, при чому без жодної подряпини. Тоді він завдає Лі свою непереможну атаку і перемагає.
Згодом Ґаара хоче повністю покінчити з Лі, робить спробу вбити його у лікарні. Однак йому це не вдається. Згодом Ґаара зустрічається у поєдинку із Саске Учіга. Під час їхнього двобою у ІІІ турі повинен був відбутися замах на Коногу за участю Ґаара. Однак Саске ранить Ґаара, і Темарі та Канкуро не лишається нічого, як забрати його і повернутися додому.
Однак Саске переслідує Ґаара, він прагне завершення бою. Наздогнавши ніндзя Піску, Саске атакує Ґаара. Однак психіка Ґаара не витримує, і в ньому пробуджується Демон Шукаку. Ґаара починає перетворюватися у монстра. Саске не може його подолати.
Однак у цей момент на допомогу Саске приходять Сакура і Наруто. Сакура намагається врятувати Саске, однак не може подолати розлюченого напівдемона — напівлюдину Ґаару. Тоді Наруто починає поєдинок із ніндзя Піску. Тоді він прикликає Ґамабунта, гігантську жабу, яка допомагає йому протистояти демону Ґаара.
Під час цього доленосного бою Наруто каже Ґаара, що вони дуже схожі. Однак також Наруто говорить про важливість близьких. Ґаара не може перемогти, бо він не має за кого боротися; натомість, Наруто має таких людей. Після цього бою Ґаара повертається у Сунаґакуре. Його характер змінюється.

### Саске залишає Коногу

Ґаара приходить на допомогу Рок Лі

У місії по поверненню Саске Ґаара спочатку не бере прямої участі. Однак згодом пока-зано таємничу команда, яка поспішає на допомогу ніндзям Конохи. Це і є команда Бакі — Ґаара, Темарі, Канкуро. Ґаара з'являється наприкінці, приходячи на допомогу Рок Лі.
Тоді показано зміну ставлення Ґаара до Лі. Він встигає саме вчасно, в останній момент рятуючи Лі від чергової атаки Кімімаро, ніндзя Селища Звуку, відданого слуги Орочімару. Тоді Ґаара атакує Кімімаро. Противник є надзвичайно сильним, однак смертельно хворим. Кімімаро нема чого втрачати, він завдає Ґаара свою останню непереможну атаку.
У цей момент підсвідомо захищаючись, Ґаара вбиває Кімімаро. Лі каже, що у нього не було виходу і це все одно був їхній противник. Однак Ґаара відчуває докори сумління. Він не вбивав нікого після розмови з Наруто.
Після цього Ґаара разом з Темарі і Канкуро деякий час перебуває у Конозі, а потім повертається у Сунаґакуре.
Згодом Ґаара з'являється у філерах аніме. Показано його нову особистість. Він хвилюється за ніндзя Мацурі, боячись, щоби її не поранила зброя шінобі. Коли Мацурі була викрадена, Ґаара вирушає на її пошуки разом із ніндзя Коноги, ризикує і повертає Мацурі додому.

## Друга частина

### Нова зустріч

Ґаара в ІІ частині

У ІІ частині ми одразу ж знайомимося із подорослішим Ґаарою. Він досягає рівня Казекаґе, і жителі Суни поважають свого Каґе. Тоді проти Ґаари починає діяти організація «Акацукі», щоби заволодіти Шукаку всередині Ґаари. З їхнього боку проти Ґаари виступає Дейдара.
Під час поєдинку із Дейдара Ґаара показує неймовірну 
вірність Сунаґакуре. Він прикриває своїм тілом селище. Однак, Ґаарі не вдається перемогти під час поєдинку із Дейдарою; він знепритомнює. Акацукі захоплюють Шукаку всередині Ґаари і він гине.
Тоді приходять союзники із Коноги, а також старенька Тійо, кунойічі Селища Піску. Це саме вона запечатала Шукаку в Ґаарі. Відчуваючи перед ним вину, Тійо віддає своє життя заради Ґаари; провівши надзвичайно складну техніку, вона оживляє Ґаара, сама, натомість, гине.
Після цього Ґаара віддає подяку Тійо. Він проводжає друзів, які прийшли із Коноги і повертається на пост Казекаґе у Сунаґакуре.

### Техніки
Володіючи Шукаку, Ґаара здатен контролювати пісок. Вірніше, пісок сам захищає Ґаара, діючи навіть без наказу Ґаара. Це робить атаку проти Ґаара практично приреченою на поразку. Єдиними, хто зміг завдати Ґаара удару, були Рок Лі, Саске Учіга, Дейдара і також сам Наруто Узумакі.
Власними атаками, основаними на піску, є джутсу «Піщана Труна». Тоді противника повністю накриває піском, він не може дихати. До того ж, так Ґаара може душити людину чи ламати їй всі кістки. Ця техніка надзвичайно могутня, її практично неможливо уникнути.
Так само Ґаара часто викликає піщаний щит, який може ставати у різних формах. Завдяки йому Ґаара практично жодного разу не був пораненим.